# HTC Desire S
HTC Desire S (nazwa kodowa S510e, znany również jako Desire 2) – smartfon firmy HTC, zaprezentowany 25 marca 2011 roku.